# Каплиця Петра і Павла на Мирогої (Загреб)
Каплиця Петра і Павла на Мирогої (серб. Капела Св. Апостола Петра и Павла на Мирогоју) — каплиця на центральному кладовищі столиці Хорватії міста Загреба Мирогой.
Збудована в 1891 році вдовою дворянина Юдитою Кукуль на могилі свого чоловіка. Архітектор — Герман Болле.
Храм належить Загребсько-Люблянській єпархії Сербської православної церкви.